# Eugène Van Roosbroeck
Pour les articles homonymes, voir Roosbroeck.
Eugène Van Roosbroeck, né le 13 mai 1928 à Noorderwijk et mort le 28 mars 2018 dans la même ville, est un coureur cycliste belge. 

## Carrière
Lors des Jeux olympiques d'été de 1948, Eugène Van Roosbroeck a remporté la médaille d'or de la course par équipes avec Lode Wouters et Léon De Lathouwer. Il a pris la douzième place du classement individuel tandis que ces deux derniers ont terminé respectivement troisième et quatrième.

## Palmarès
- 1948
  -  Champion olympique de la course sur route par équipes avec Léon De Lathouwer, Lode Wouters
  - 1re étape du Tour du Limbourg amateurs
- 1949
  - 3e de l'Escaut-Dendre-Lys
- 1951
  - 2e de Roubaix-Huy
  - 3e du Tour de Hesbaye
- 1952
  - Circuit des régions flamandes
- 1953
  - 2e de Bruxelles-Bost
  - 3e du Circuit du Limbourg
- 1954
  - Flèche hesbignonne
  - 3e de Anvers-Liège-Anvers
  - 3e du Circuit des cinq collines
  - 3e du Trophée des trois pays
- 1955
  - Anvers-Herselt
  - Trophée des trois pays
  - 3e de Kessel-Lier